# Copa dos Campeões Estaduais
Die Copa dos Campeões Estaduais, zu deutsch Pokal der Staatsmeister, waren zwei brasilianische Fußballwettbewerb für Vereinsmannschaften, der in den Jahren 1920 und 1936 ausgetragen wurden. Teilnehmer waren die Staatsmeister der spielstärksten Bundesstaaten. Gewinner der beiden Ausspielungen waren 1920 der Club Athletico Paulistano und 1936 Atlético Mineiro.
Als Vorgänger der Turniere gilt die zwischen 1917 und 1919 abgehaltene Taça Ioduran, ein Vergleich der Leistungsstärke der Staatsmeister von Rio de Janeiro und São Paulo. Bei der Erstausspielung der Copa dos Campeões wurde mit dem Staatsmeister von Minas Gerais ein dritter Teilnehmer hinzuaddiert.
1936 kam es zu einer ähnlichen Auflage des Turnieres, bei dem das Teilnehmerfeld nochmals aufgestockt wurde. Ein wesentlicher Unterschied war der Ausrichter. War es 1920 der Wettbewerb vom CBD organisiert worden und 1936 von der Konkurrenzorganisation FPF.
1914 kam es zudem bereits zur Austragung einer Taça dos Campeões Estaduais Rio-São Paulo zwischen Spitzenvereinen von Rio de Janeiro und São Paulo. Unter dieser und ähnlichen Bezeichnungen kam es in mehr oder weniger unregelmäßigen Abständen noch bis 1986 zu weiteren Turnieren. Ab 1933 begann sich das Torneio Rio-São Paulo als Wettbewerb der Spitzenvereine beider Staate zu etablieren, welches schließlich zu Anfang der 1970er Jahre zur Brasilianischen Meisterschaft mutierte.

## Copa dos Campeões Estaduais 1920
Das Turnier von 1920 wurde im März in Rio de Janeiro im Ligaformat ausgetragen. Dies war der erste Vereinswettbewerb der von der Confederação Brasileira de Desportos (CBD), der Vorgängerorganisation der CBF abgehalten wurde. Teilnehmer waren die folgenden Titelträger des Jahres 1919:
- der Staatsmeister von Rio de Janeiro: Fluminense FC
- der Staatsmeister von São Paulo: Club Athletico Paulistano
- der Staatsmeister von Rio Grande do Sul: Grêmio Esportivo Brasil aus Pelotas

Die Spiele:
| Datum     |            | Ergebnis |            |
| --------- | ---------- | -------- | ---------- |
| 16.3.1920 | Paulistano | 7:3      | Brasil     |
| 19.3.1920 | Fluminense | 6:2      | Brasil     |
| 23.3.1920 | Fluminense | 1:4      | Paulistano |

Sieger wurde Club Athletico Paulistano mit der folgenden Mannschaft: Arnaldo - Orlando Pereira, Carlito - Sérgio Pereira, Zito, (Mariano), Clodoaldo - Zonzo, Mário, Friedenreich, Botelho, Cassiano.

## Copa dos Campeões Estaduais 1936
Das Turnier von 1936 wurde im Januar 1937 von der Federação Brasileira de Futebol (FBF) ausgerichtet und im Ligaformat mit Hin- und Rückspielen in den Heimatstädten der Teilnehmer abgehalten. Teilnehmer waren Staatsmeister von 1936 sowie die Abordnung des Sportvereins der Marine, die sich intern qualifizierte. Im Einzelnen waren das
- der Staatsmeister von Rio de Janeiro: Fluminense FC aus Rio de Janeiro
- der Staatsmeister von São Paulo: Associação Portuguesa de Desportos aus São Paulo
- der Staatsmeister von Minas Gerais: Atlético Mineiro aus Belo Horizonte
- der Staatsmeister von Espírito Santo: Rio Branco AC aus Vitória
- der Staatsmeister von Campos dos Goytacazes: SC Aliança aus Campos dos Goytacazes
- und Liga de Sports da Marinha, Sportverein der Marine aus Rio de Janeiro[1]

Atlético Mineiro, Fluminense und Portuguesa waren automatisch für den Hauptwettbewerb qualifiziert. Die anderen Teilnehmer hatten Ausscheidungsspiele zu bestreiten:
Qualifikationsspiele
| Datum      |               | Ergebnis  |                           |
| ---------- | ------------- | --------- | ------------------------- |
| 06.01.1937 | SC Aliança    | 0:2       | Liga de Sports da Marinha |
| 11.01.1937 | Rio Branco AC | 2:0 n. V. | Liga de Sports da Marinha |

Hauptrundenspiele
| Datum      |                  | Ergebnis |                  |
| ---------- | ---------------- | -------- | ---------------- |
| 10.01.1937 | Portuguesa       | 4:1      | Fluminense FC    |
| 13.01.1937 | Fluminense FC    | 6:0      | Atlético Mineiro |
| 13.01.1937 | Rio Branco AC    | 3:1      | Portuguesa       |
| 17.01.1937 | Fluminense FC    | 5:2      | Rio Branco AC    |
| 20.01.1937 | Rio Branco AC    | 1:1      | Atlético Mineiro |
| 24.01.1937 | Atlético Mineiro | 5:0      | Portuguesa       |
| 24.01.1937 | Rio Branco AC    | 4:3      | Fluminense FC    |
| 27.01.1937 | Fluminense FC    | 6:2      | Portuguesa       |
| 31.01.1937 | Portuguesa       | 4:0      | Rio Branco AC    |
| 31.01.1937 | Atlético Mineiro | 4:1      | Fluminense FC    |
| 03.02.1937 | Atlético Mineiro | 5:0      | Rio Branco AC    |
| 14.02.1937 | Portuguesa       | 2:3      | Atlético Mineiro |

Abschlusstabelle
| Pl. | Verein           | Sp. | S | U | N | Tore    | Diff. | Punkte |
| --- | ---------------- | --- | - | - | - | ------- | ----- | ------ |
| 1.  | Atlético Mineiro | 6   | 4 | 1 | 1 | 018:100 | +8    | 09:30  |
| 2.  | Fluminense FC    | 6   | 3 | 0 | 3 | 022:160 | +6    | 06:60  |
| 3.  | Rio Branco AC    | 6   | 2 | 1 | 3 | 010:190 | −9    | 05:70  |
| 4.  | Portuguesa       | 6   | 2 | 0 | 4 | 013:180 | −5    | 04:80  |

Sieger wurde damit Atlético Mineiro, dass sich seinerzeit und auch heute noch als erster brasilianischer Meister fühlt, mit dem folgenden Aufgebot: Kafunga, Clóvis - Florindo, Quim - Zezé Procópio, Lola, Bala, Alcindo - Paulista, Abraz, Alfredo Bernardino, Bazzoni, Guará, Nicola, Resende, Elair - Trainer: Floriano Peixoto Die Mannschaft trat üblicherweise im 2-3-5 Schema an.
Im August 2023 erkannte der CBF das Turnier als erste brasilianische Meisterschaft an.